# Беспалов, Илья Ильич
Илья Ильич Беспалов (род. 6 января 1968) — российский государственный деятель, глава администрации города Тулы.

## Карьера
Родился 6 января 1968 году. С отличием окончил Тульское высшее артиллерийское инженерное училище. В 1996—1997 годы — учился в Тульском филиале РГТЭУ по специальности «экономика». 2003—2004 годы — учеба в Тульском государственном университете по президентской программе профессиональной подготовки управленческих кадров (финансовый менеджмент).
В 2011 году окончил МВА — Открытый университет Великобритании ЛИНК, курс — стратегия.
С февраля 1999 по июль 2000 года — финансовый директор ЗАО «Черкизово-Тула». В дальнейшем чуть более года работал директором в ООО «Зернокомлпекс».
В середине 2002 года стал заместителем директора по финансам ОАО «Тульский молочный комбинат». Через два года занял пост генерального директора.
На муниципальную службу перешел в 2011 году.